# Hồi hộp

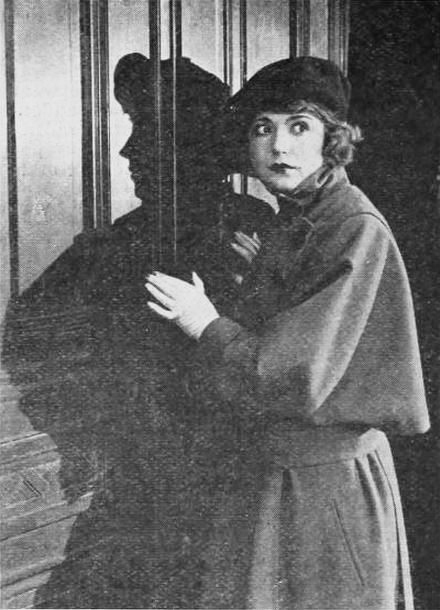
Một cảnh trong phim Suspense năm 1919 của Hoa Kỳ

Hồi hộp là trạng thái tinh thần không chắc chắn, lo âu, không quyết đoán hoặc nghi ngờ. Trong một tác phẩm có tính chất kịch, hồi hộp là việc dự đoán về kết quả của một âm mưu,  hoặc tìm ra giải pháp cho một điều gì đó không chắc chắn, hay có thể là câu đố hoặc điều bí ẩn nào đó, đặc biệt là khi nó tác động đến nhân vật mà người ta thương cảm. Tuy nhiên, hồi hộp không chỉ xuất hiện duy nhất trong tiểu thuyết.